# Sverige-Amerika Stiftelsen

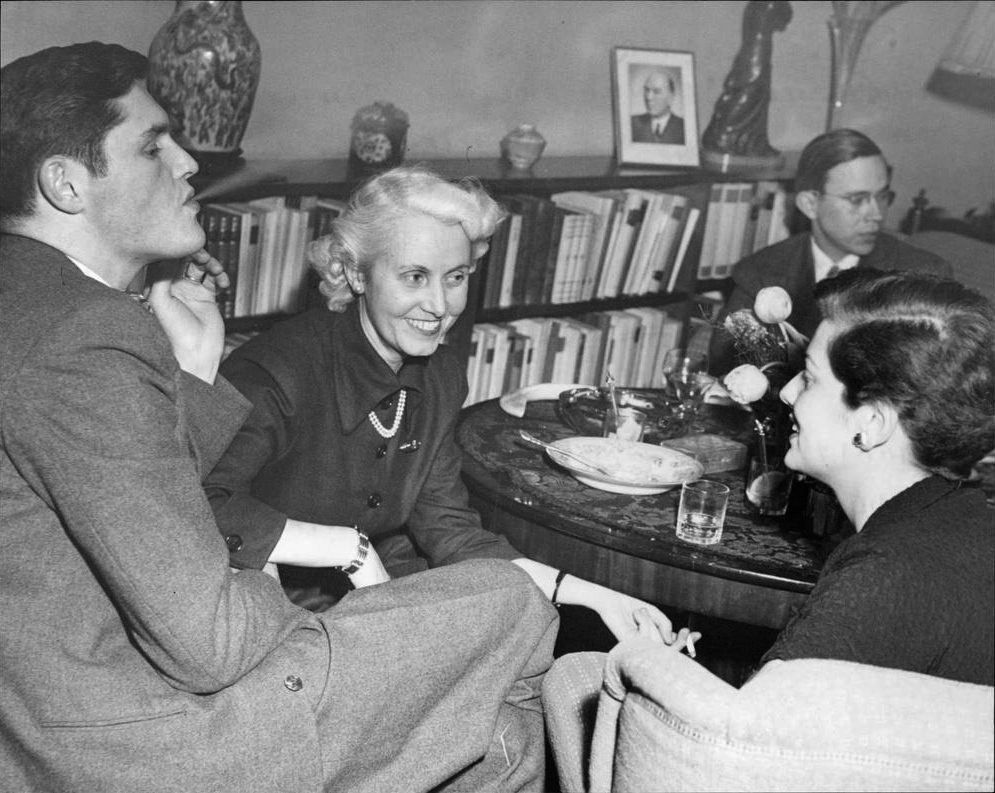
Sverige-Amerika Stiftelsens direktör fru Adèle Heilborn tillsammans med stiftelsens stipendiater och amerikanska studenter från American college vid Stockholms högskola, 1950.

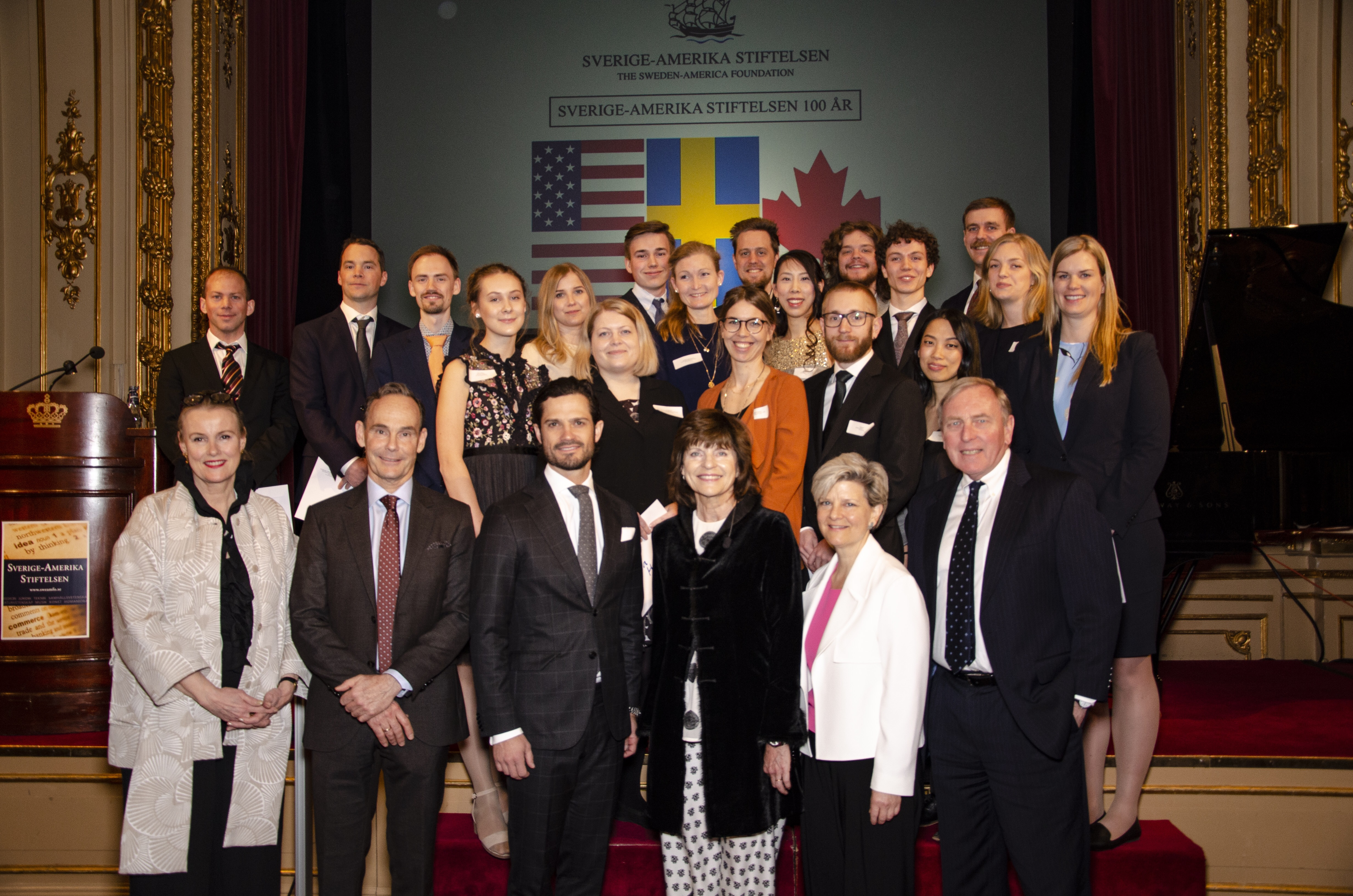
2019 års stipendiater tillsammans med stiftelsens VD Anna Rosvall Stuart, nuvarande ordförande Christian Salamon, Prins Carl Philip, 2019 års avgående ordförande Mariana Burenstam Linder, Kanadas dåvarande Ambassadör Heather Grant samt amerikanska ambassadens dåvarande Chargé d’Affaires Clifford Bond.

Sverige-Amerika Stiftelsen möjliggör högre akademisk utbildning och forskning i USA och Kanada för svenska medborgare. 
Stiftelsens ändamål är enligt stadgarna ”att arbeta för utvecklingen av förbindelserna mellan Sverige å ena och Amerikas Förenta Stater och Kanada å andra sidan genom att främja utbytet av vetenskapliga, kulturella och praktiska erfarenheter mellan länderna och särskilt genom att till väl kvalificerade, företrädesvis yngre män och kvinnor utdela stipendier för forskning och högre studier i Amerikas Förenta Stater och Kanada.” Stiftelsens huvuduppgift är att dela ut och förmedla stipendier för forskning och högre studier i USA och Kanada. Stiftelsens stipendier kommer från egna fonder och via donationer från svenska företag, organisationer och stiftelser.

## Historik
Sverige-Amerika Stiftelsen grundades 1919, efter första världskrigets slut, för att bygga ut och stärka förbindelserna mellan Sverige och USA. År 1950 tillkom även Kanada. 
Bland grundarna fanns några av den tidens mest framstående personer inom näringsliv, forskning och kultur. Stiftelsens första ordförande var Nobelpristagaren och kemiprofessorn Svante Arrhenius och i styrelsen ingick bland andra Nathan Söderblom, Hjalmar Branting, Jacob Wallenberg, The Svedberg, Selma Lagerlöf och Anders Zorn.
Bland mottagare av Sverige-Amerika Stiftelsens stipendier genom åren kan nämnas Bertil Ohlin, Gunnar Heckscher, Herbert Tingsten, Hans Werthén, Ingvar Carlsson, Olof Palme, Lars Thunell, Kai Siegbahn, Viking Olov Björk, Sigbrit Franke, Carl-Gustav Rossby, Stig Hagström, Hans Blix, Herbert Blomstedt, Percy Barnevik, Laurent Leksell, Pehr G Gyllenhammar, Boel Flodgren, Eva Hamilton, Anders Mellbourn, Lars Löfgren, Lena Sommestad, Per Wästberg, Lars Nittve, Göran Ennerfelt, Anders Flodström, Harald Mix, Sara Danius, Jenny Strömstedt, Roland Pöntinen och Eric Ericson.  
Bland Sverige-Amerika Stiftelsens alumner finns flera Nobelpristagare:
- Hugo Theorell, medicin 1955
- Ragnar Granit, medicin 1967
- Hannes Alfvén, fysik 1970
- Bertil Ohlin, Sveriges Riksbanks pris i ekonomisk vetenskap till Alfred Nobels minne 1977
- Kai Siegbahn, fysik 1981
- Sune Bergström, medicin 1982
- Arvid Carlsson, medicin 2000

Prins Bertil var från 1950 och fram till sin bortgång 1997 Sverige-Amerika Stiftelsens hedersordförande. Prinsen efterträdde dåvarande Kronprins Gustaf Adolf, som varit hedersordförande sedan Stiftelsens grundande år 1919. I samband med Prins Bertils 70-årsdag 1982 instiftades Prins Bertils stipendium och efter Prinsens bortgång delade  Prinsessan Lilian ut detta stipendium. Kronprinsessan Victoria blev hedersordförande i Sverige-Amerika Stiftelsen  år 2001. År 2011 förnyade Kronprinsessan detta åtagande, vilande alltsedan 2016. Sverige-Amerika Stiftelsens beskyddare är H M Konungen.

## Verksamhetsområden
- Stipendieprogrammet – utdelning av stipendier för forskning och högre utbildning i USA och Kanada
- Förmedling av stipendium till The Lawrenceville School i USA
- Förmedling av stipendium till Augustana College i USA

## Förvaltade donationsstiftelser
Stiftelsen förvaltar tretton donationsstiftelser, vilkas avkastning används till stipendiemedel. Den första donationen gjordes av Anders Zorn för Zornstipendiet. Nedanstående stipendiefonder är knutna till föreningens stipendieprogram för master- och forskarstudier:
- Stiftelsen Anders Zorns stipendiefond
- Stiftelsen Aseas stipendiefond
- Stiftelsen Kooperativa Förbundets stipendiefond
- Stiftelsen J Sigfrid Edströms stipendiefond
- Stiftelsen J P Seeburgs stipendiefond
- Stiftelsen Fritz O Fernströms stipendiefond
- Stiftelsen Hans Werthéns stipendiefond
- Stiftelsen Bergsingenjören Axel Ax:son Johnsons stipendiefond
- Stiftelsen Ernst O Eks fond
- Stiftelsen Roland Nilssons stipendiefond
- Stiftelsen Nils Björkmans minnesfond
- Stiftelsen Ingemar Dörfers stipendiefond för studier vid Harvard GSAS eller College
- Familjen Mix Entreprenörsstiftelse

Stiftelsen Prins Bertils 80-årsfond skall enligt stadgarna stödja och främja Sverige-Amerika Stiftelsens långsiktiga arbete. Avkastningen skall användas som ett ekonomiskt stöd till verksamheten.